# 19 Kętrzyński Oddział WOP
19 Kętrzyński Oddział WOP – jeden z oddziałów w strukturze organizacyjnej Wojsk Ochrony Pogranicza.

## Formowanie i zmiany organizacyjne
W 1957, na bazie Grupy Manewrowej i Samodzielnego Oddziału Zwiadowczego, sformowano 19 Oddział WOP. 

Zgodnie z etatem czasu „P” nr 354/6, na dzień 1 sierpnia 1957 Oddział liczył 360 żołnierzy, a etat czasu „W” nr 0354/13 przewidywał 683 żołnierzy.
Sztab i sekcję polityczną sformowano w oddziale dopiero w 1958 roku. W 1959 roku 19 Oddziałowi nadano nazwę: 19 Kętrzyński Oddział WOP. W 1961 roku dowództwo posiadało kryptonim Odwaga.

W 1962 wprowadzono nowy plan mobilizacyjny PM–62. Zakładał on na wypadek wojny znaczne rozwiniecie jednostki. Zgodnie z etatem czasu „P”, na dzień 1 lipca 1965 Oddział liczył 250 żołnierzy, a etat czasu „W” przewidywał 1239 żołnierzy. 
Do 1 grudnia 1968 przeformowano 19 Kętrzyński Oddział WOP z etatu 354/23 na etat 33/13 o stanie osobowym 363 wojskowych i 10 pracowników cywilnych.

## Struktura organizacyjna
- dowództwo, sztab i pododdziały dowodzenia
- dwie kompanie piechoty
- placówki WOP:
  - do 1959 Ołownik, Szczurkowo, Gronowo, Gołdap
  - po 1959 Braniewo, Bartoszyce, Węgorzewo, Gołdap
- graniczna placówka kontrolna (GPK): Braniewo (drogowa), Bartoszyce (kolejowa) i Skadnawa (kolejowa)

1 stycznia 1960 roku 19 Kętrzyńskiemu Oddziałowi WOP podlegały:
- 1 placówka WOP Gołdap
- 2 placówka WOP Żabin
- 3 placówka WOP Rudziszki (potem Węgorzewo)
- 4 placówka WOP Szczurkowo (potem Bartoszyce)
- 5 placówka WOP Świątki Iławieckie(potem Górowo)
- 6 placówka WOP Braniewo

Struktura oddziału i numeracja placówek na dzień 1.01.1964 roku.
- 1 placówka WOP Banie Mazurskie
- 2 placówka WOP Węgorzewo
- 3  placówka WOP Bartoszyce
  - przejście graniczne ruchu uproszczonego Barciany
- 4 placówka WOP Górowo Iławieckie
  - przejście graniczne ruchu uproszczonego Bartoszyce
- 5 placówka WOP Braniewo
  - przejście graniczne ruchu uproszczonego Braniewo

Struktura oddziału i numeracja placówek w 1968 roku.
- 1 placówka WOP Gołdap typu I
  - przejście graniczne ruchu uproszczonego Gołdap
- 2 placówka WOP Banie Mazurskie typu II
- 3 placówka WOP Węgorzewo typu II
- 4 placówka WOP Barciany typu I

- - przejście graniczne ruchu uproszczonego Barciany
- 5 placówka WOP Bartoszyce typu I

- - przejście graniczne ruchu uproszczonego Bartoszyce
- 6 placówka WOP Górowo Iłowieckie typu II
- 7 placówka WOP Braniewo typu I
  - przejście graniczne ruchu uproszczonego Braniewo

## Sztandar oddziału
W 1964 roku społeczeństwo Warmii i Mazur ufundowało oddziałowi sztandar. Wręczenia dokonał 7.06.1964 roku gen. bryg. Józef Waluk.

## Dowódcy oddziału
- ppłk Wacław Kurowski
- ppłk Edward Rataj
- płk Zbigniew Furgała
- ppłk Edward Rataj
- ppłk Edward Pietraszkiewicz
- ppłk Zbigniew Twaróg